# Karolina Lewestam
Karolina Aldona Lewestam (ur. 20 października 1979) – polska filozofka i pisarka, członkini redakcji "Pisma".

## Życiorys
Karolina Lewestam ukończyła na Uniwersytecie Warszawskim studia filozoficzne (magister) oraz socjologiczne (licencjat) w ramach Międzydziedzinowych Indywidualnych Studiów Humanistycznych (1998–2004). Trzykrotnie była stypendystką Ministra Edukacji Narodowej. W latach 2002–2003 studiowała na European College of Liberal Arts w Berlinie. W latach 2006–2013 studiowała na Uniwersytecie Bostońskim, gdzie w 2014 obroniła, napisany pod kierunkiem Allena Speighta, doktorat z etyki pod tytułem The Hare and the Tortoise: Problems with the Notion of Action in Ethics.
Pracowała jako asystentka na Uniwersytecie Warszawskim (2004–2006), Uniwersytecie Bostońskim (2008–2011). Członkini (w tym Rady Powierniczej), a w latach 2002–2004 także wykładowczyni w Collegium Invisibile. Uczyła w Liceum na Bednarskiej (2002).
Pracowała m.in. jako copywriterka w 4fun.tv (2004), Telewizji Polskiej jako redaktorka „Summy zdarzeń” (2004–2005), agencji reklamowej (2004–2006). W późniejszych latach związana także z Szkołą Edukacji PAFW i UW. Publikuje bądź publikowała felietony w miesięczniku „Pismo”, „Dzienniku Gazecie Prawnej”, „Gazecie Wyborczej”.
Wyróżniona została nagrodą Polskiej Akademii Nauk za najlepszy esej (1997). Była pięciokrotnie nominowana do nagrody Grand Press w kategorii publicystyka (2015, 2016, 2017, 2018, 2020).
Matka trójki dzieci.
Jej książka "Pasterze smoków" była wyróżniona Odkryciem EMPiKu 2022. W 2024 roku Karolina Lewestam otrzymała Nagrodę Literacką Podróż Hestii 2024 za książkę "Silla".

## Publikacje książkowe
- Karolina Lewestam: Bajki o Kubusiu. Katowice: Stowarzyszenie Inicjatyw Wydawniczych : Górnośląskie Centrum Kultury, 2009, s. 46. ISBN 978-83-921851-9-2.
- Grażyna Czetwertyńska, Magdalena Krawczyk, Karolina Lewestam: Pomysł na szkołę z klasą… : przewodnik po projektach. Warszawa: Centrum Edukacji Obywatelskiej, 2008, s. 124. ISBN 978-83-89623-35-5.
- Karolina Lewestam: Mała księżniczka. Warszawa: W.A.B., 2021, s. 104. ISBN 978-83-280-9278-5.
- Karolina Lewestam, Pasterze smoków : rodzice kontra świat, wyd. I, Wołowiec: Wydawnictwo Czarne, 2022, ISBN 978-83-8191-406-2, OCLC 1303139753. Brak numerów stron w książce
- Lewestam, K. Silla, Warszawa: Wydawnictwo Agora, 2023, ISBN 978-83-268-4156-9,
- Lewestam, K. i Masłoń, A. Pamiętnik Magdy Kot, Warszawa: W.A.B., 2023, ISBN 9788328096851.